# Anchusa crispa
Anchusa crispa là một loài thực vật]] thuộc họ Boraginaceae. Loài này có ở Pháp và Ý. Môi trường sống tự nhiên của chúng là thảm cây bụi kiểu Địa Trung Hải and vùng bờ biển nhiều cát. Chúng hiện đang bị đe dọa vì mất môi trường sống.

## Hình ảnh

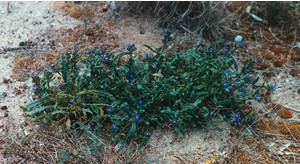